# Грин, Бен
Бен Грин (англ. Benjamin Joseph Green; род. 27 февраля 1977) — английский математик, член Лондонского королевского общества, специализирующийся на комбинаторике и теории чисел. Профессор Оксфордского университета.

## Биография
Родился 27 февраля 1977 года в Бристоле, учился в двух местных школах, участвовал в международных математических олимпиадах 1994 и 1995 года.
В 1995—1998 годах учился в кембриджском Тринити-колледже, по окончании получил степень бакалавра искусств в области математики и был отмечен в числе особо отличившихся студентов (англ. senior wrangler — «старший спорщик»).
В 2003 году под руководством английского математика Тимоти Гауэрса защитил докторскую диссертацию по арифметической комбинаторике. В период 2001—2005 годов работал научным сотрудником в Тринити-колледжа, с января 2005 года по сентябрь 2006 года работал на должности профессора в Бристольском университете.
В сентябре 2006 года вернулся в Кэмбридж в качестве первого профессора математики. Был научным сотрудником математического института Клэя и работал в различных должностях в Принстоне, Университете Британской Колумбии и Массачусетском технологическом институте.

## Работы
Грину принадлежит несколько важных результатов в области комбинаторики и теории чисел.
Среди них — улучшение оценки Жана Бургейна размера арифметических прогрессий в множествах сумм и доказательство гипотезы Кэмерона — Эрдёша о свободных от сумм подмножествах натуральных чисел.
Его работа, показывающая, что любое множество простых чисел с ненулевой плотностью содержит арифметическую прогрессию длины 3, стала основой крупного результата 2004 года, опубликованного Грином совместно с Теренсом Тао, известного как теорема Грина — Тао. Согласно этому результату в множестве простых чисел имеется бесконечно много арифметических прогрессий произвольно заданной длины.

## Награды и достижения
- Премия Математического института Клэя (2004)
- Премия Островского (2005)
- Премия Салема (2005) за его вклад в комбинаторику и комбинаторную теорию чисел.
- Премия Уайтхеда (2005)[5].
- Премия SASTRA имени Рамануджана (2007)
- Премия Европейского математического общества (2008)
- Член Лондонского королевского общества (2010), в номинации отмечен как один из лучших молодых математиков в мире.[6]
- Действительный член Американского математического общества[7] (2012)
- Медаль Сильвестра [8] (2014)